# Династія Паллавів
Династія Паллавів (பல்லவர்; приблизно 250–270 —897 роки) — середньовічна держава на півдні Індостану зі столицею в Канчіпурамі, яка вела тривалі війні за панування над півднем й центром сучасної Індії. У IX ст. була підкорена державою Чола.

## Історія
Перші відомості щодо династії Паллавів відносяться до періоду держави Сатаваханів. Після падіння останнього у 220 році починає створюватися держава Паллава. Однак їй довелося витримати запеклу боротьбу за незалежність з Вакатаками, державами Пандья та Чера. Проте за часів Самудрагупти розбивши Вішнугопу Паллава, держава потрапила у залежність від імперії Гуптів.
Лише після послаблення влади Гуптів наприкінці V ст. держава Паллавів здобула реальну самостійність. Після цього її представники починають активну загарбницьку політику. Протягом 500—550 років ведеться бороться саме за південні землі. Напочатку VII ст. вступають у боротьбу Чалук'ями. Ця війна з перервою триває до 744 року. Найбільших успіхів при цьому досяг Нарасімха-варман I. У 642 році він захопив ворожу столицю Ватапі, яку Паллави утримували до 654 року.
Протягом 650-х років війська Паллавів зазнали низки поразок з Чалук'ями, внаслідок чого послабився контроль над державами Пандья і Чера, які виступили проти Паллавів. Але вже у 670-х роках Паллави перейшли у наступ, перемігши усіх ворогів, змусивши тих платити данину. В цей же час були втягнуті у династичну боротьбу на острові Шрі-Ланка.
Водночас зі зростанням могутності Паллавів розширюються їхні торговельні зв'язки з державами Індостану, Явою, Суматрою, Малаккським півостровом, Китаєм.
У 735 році розпочалася нова фаза протистояння з Чалук'ями, в результаті чого у 741 році впала столиця Паллавів — Канчіпурам. Все це суттєво відбулося на внутрішньому становиці держави. Проте незабаром Паллави отримають шанс відновити свою владу на півдні Індостану після падіння у 755 році Чалук'їв. Втім, незабаром Паллавам довелося боротися із спадкоємцями Чалук'їв — Раштракутами. Боротьба переважно точилася на землях сучасного штату Карнатака.
У 860-х роках розпочинається внутрішній розгардіяш, викликаний династичною боротьбою. Зрештою у 897 році державу Паллавів поглинула імперія Чола.
З держави Паллавів здійснювалася морська експансія та колонізація малайських земель. Колоністи називали нові землі назвами індійських міст.

## Внутрішній устрій
Для кращого керування своїми землями Паллави поділили країну на області (іратиранкалакапи) та райони (візьянкалакапи). Махараджі допомагали міністри, канцлер, інші державні чиновники.
Держава звільнила брахманів від податків, ті навзаєм забезпечиували лояльність населення. Водночас багато представників знаті та махарадж-хірадж сповідувала джайнізм, водночас підтримували буддистів. Більшу частину економіки складали продукти сільського господарства. В цей час значні площі засіваються рисом. Селяни мусили сплачувати щорічний податок. Для забезпечення фінансового стану карбувалися срібні та мідні монети.
У цей же час на території держави Паллавів зароджуються та розвиваються рухи бгахті, які згодом поширилися на північ Індостану.

## Культура
Літературні твори створювалися тамільською мовою, яка за цих часів отримує свій шрифт. В цей час здебільшого приділялася увагу складанню релігійних пісень.
Період Паллавів відомий своєрідною архітектурою. Часто створюються храми, прсивячені Шиві та Вішні. Найбільш чудові печерні храми розташовані в сучасному м. Намаккал (Тамілнаду)
В цей же час зароджується традиція написання портретів. У VII—VIII ст. Канчіпурам та Мамаллапурам прикрашаються рельєфами та храмами, що свідчили про велич династії. За часів Нарасімха-вармана II зводиться Прибережний храм, розпочато будівництво храму Кайсаланахті у Канчіпурамі.

## Володарі
- Сімха-варман I (275—300 або 315—345)
- Сканда-варман I (345—355)
- Вішнугопа (340—355)
- Кумаравішну I (355—370)
- Сканда-варман II (370—385)
- Віра-варман (385—400)
- Сканда-варман III (400—435)
- Сімха-варман II (435—460)
- Сканда-варман IV (460—480)
- Нанді-варман I (480—500)
- Вішнугопа II (500—510)
- Будда-варман II (510—520)
- Вішнугопа III (520—530)
- Сімха-варман III (530—537)
- Сімхавішну (537—570)
- Махендра-варман I (571—630)
- Нарасімха-варман I (630—668)
- Махендра-варман II (668—672)
- Парамешвара-варман I (672—700)
- Нарасімха-варман II (700—728)
- Парамешвара-варман II (728—731)
- Нанді-варман II (731—796)
- Данті-варман (775—825)
- Нанді-варман III (825—869)
- Нріпутунгаварман (869—880)
- Апараджіта-варман (880—897)